# 最上川白鳥大橋

最上川白鳥大橋（もがみかわはくちょうおおはし）は、山形県酒田市に架かる最上川の橋。

## 概要
日本海東北自動車道が通る（開通当初は山形自動車道として供用）。新両羽橋、出羽大橋に次いで河口から3番目に近い橋である。
- 活荷重 - B活荷重
- 路線名 - 高速自動車国道東北横断自動車道酒田線
- 形式 - 鋼10径間連続箱桁橋
- 橋長 - 674.1 m
  - 支間割 - (39.0 m + 2×57.4 m + 6×74.3 m + 72.7 m)
- 幅員
  - 有効幅員 - 10.49 m
  - 車道 - 10.49 m
- 床版 - 鉄筋コンクリート
- 総鋼重 - 2 799 t
- 基礎 - 鋼管杭基礎[1]
- 下部工 - ラーメン式橋台1基、逆T式橋台1基、柱式橋脚9基[1]
- 施工 - 栗本鐵工所[注釈 1]・東日本鉄工共同企業体（上部工）岩倉建設・升川建設共同企業体（下部工）[1]
- 工法 - トラッククレーン・ベント工法、手延べ送り出し工法
- 事業主体 - 日本道路公団東北支社鶴岡工事事務所[1]

仮称は最上川橋。施工にあたっては、最上川の河川敷にあたることから渇水期である冬季施工が必要であったが、冬季の庄内平野は強風が吹き荒れ、河川内で遮蔽物がないことから対策に難渋した。特に現場溶接やコンクリート打設では防風囲いなどを採用して品質確保に努めた。また、左岸橋台、橋脚施工に際し国道47号（当時）の迂回路を設置した。

## 歴史
- 2001年（平成13年）8月9日 - 山形自動車道酒田IC - 酒田みなとICの暫定2車線開通に伴い開通[3]。
- 2012年（平成24年）3月24日 : あつみ温泉IC - 鶴岡JCT間が開通し、山形自動車道と接続したことに合わせて、鶴岡JCT - 酒田みなとIC間を山形自動車道から日本海東北自動車道に改称する[4]。